# حلبة سيبانغ الدولية

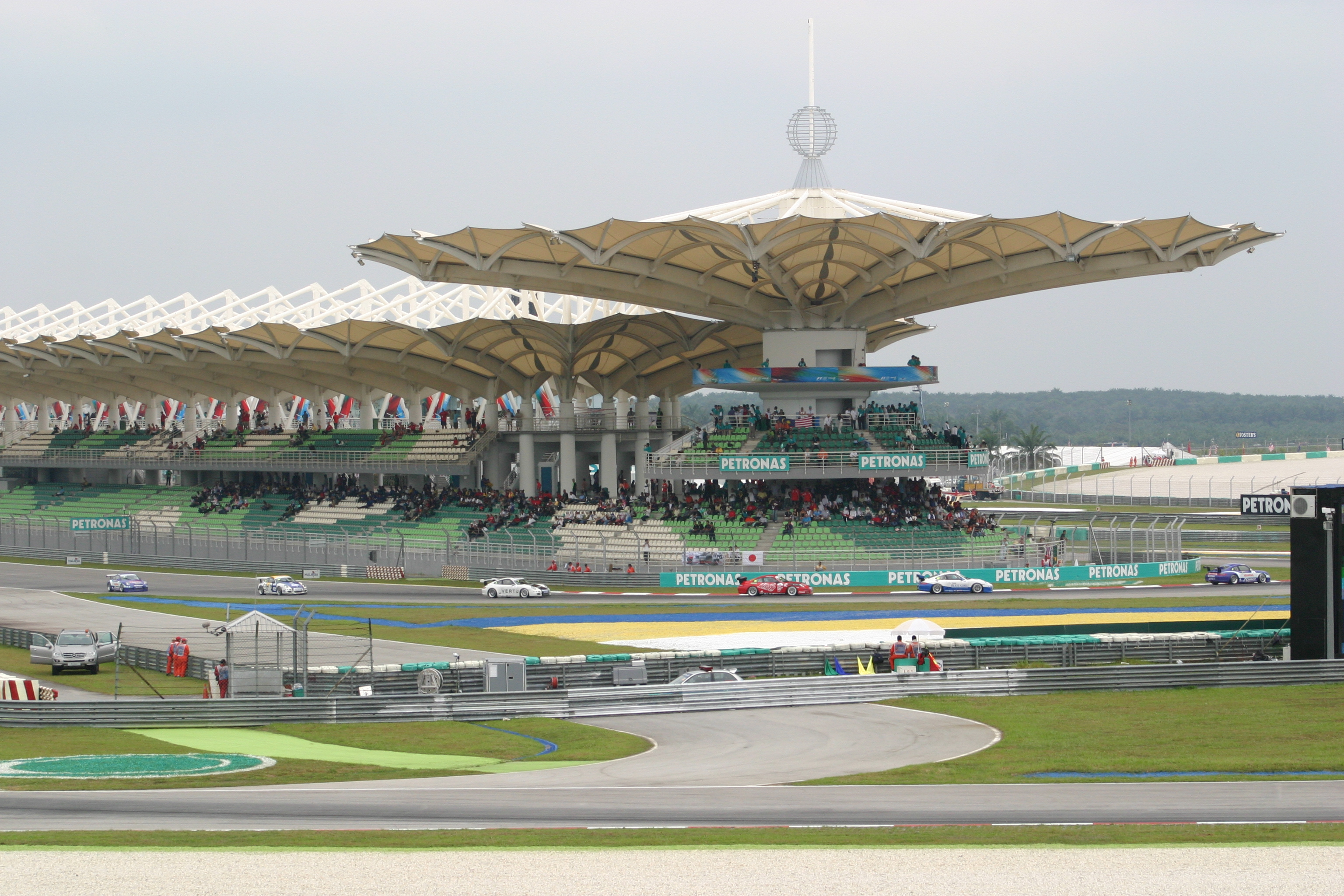
حلبة سيبانغ الدولية بماليزيا

مسار حلبة سيبانغ الدولية

حلبة سيبانغ الدولية هي حلبة لرياضة سباق السيارات وتقع في سيبانغ في إقليم سلاغور بماليزيا بالقرب من مطار كوالالمبور الدولي، على بعد 60 كيلومترا إلى الجنوب من كوالا لمبور. وتستضيف سباق الجائزة الكبرى لسلسلة الفورمولا واحد، وسباق الجائزة الكبرى الماليزي للدراجات النارية. كما انها تستخدم كمكان لكثير من الأحداث الأخرى الكبرى في رياضة السيارات. المضمار الرئيسي للحلبة صمم في اتجاه عقارب الساعة بطول 5,54 كيلومتر، ويتميز باتساع منعطفاته ومساراته المستقيمة.